# Navāzen
Navāzen (persiska: نَوازَن, نَوَزين, نوازن) är en ort i Iran.   Den ligger i provinsen Markazi, i den centrala delen av landet, 230 km sydväst om huvudstaden Teheran. Navāzen ligger 1 756 meter över havet och antalet invånare är 245.
Terrängen runt Navāzen är platt åt nordost, men åt sydväst är den kuperad. Terrängen runt Navāzen sluttar österut.Runt Navāzen är det ganska tätbefolkat, med 120 invånare per kvadratkilometer. Närmaste större samhälle är Mīchān, 5,3 km öster om Navāzen. Trakten runt Navāzen består i huvudsak av gräsmarker.